# Barbus erubescens
Espèce
Statut de conservation UICN

 CR B2ab(ii,iii,v) : 
En danger critique
Barbus erubescens est une espèce de poisson de la famille des Cyprinidés endémique d'Afrique du Sud. On le trouve dans les rivières Twee, Middledeur et Suurvlei.